# Chránicí skupina
Chránicí skupina je v chemii funkční skupina, která se zavádí do molekuly chemickým pozměněním funkční skupiny za účelem dosažení chemoselektivity reakce. Tyto skupiny jsou důležité v mnoha vícestupňových organických syntézách.
Při přípravě některých organických sloučenin nemohou některé části jejich molekul vydržet požadované podmínky nebo přítomnost určitých látek. Z tohoto důvodu musí být dané části molekul (skupiny) chráněny. Například hydrid lithno-hlinitý je velmi reaktivní, ale užitečné činidlo, schopné redukovat estery na alkoholy. Pokud jsou přítomny, vždy reaguje s karbonylovými skupinami, což nelze nijak změnit. Je-li třeba provést redukci esteru za přítomnosti karbonylu, musí být reakci hydridu s touto skupinou zabráněno, například převedením karbonylu na acetal, který s hydridy nereaguje. Acetal je tedy chránicí skupina pro karbonyl. Jakmile je reakce s použitím hydridu dokončena, acetal je odstraněn (reakcí s vodným roztokem kyseliny) za opětovného vzniku původního karbonylu.
Chránicí skupiny jsou mnohem více využívány v laboratorní praxi a základním výzkumu než v průmyslové výrobě, jelikož jejich užití přidává do procesu další kroky a látky, což výrobu prodražuje. Dostupnost levného chirálního stavebního bloku ovšem může tyto náklad snížit (například kyselina šikimová pro oseltamivir).

## Běžné chránicí skupiny

### Chránicí skupiny pro alkoholy
Chránění alkoholů
- Acetyl (Ac) – Odstraňován kyselinou nebo zásadou.
- Benzoyl (Bz) – Odstraňován kyselinou nebo zásadou, stabilnější než Ac.
- Dimethoxytrityl, (fenyl[bis(4-methoxyfenyl)]methyl, DMT) – Odstraňován slabou kyselinou, využití na chránění 5'-hydroxy skupiny v nukleosidech, hlavně při syntéze oligonukleotidů.
- Methylthiomethylether – Odstraňován kyselinou.
- Pivaloyl – Odstraňován kyselinou, zásadou nebo redukčním činidlem. Je výrazně stabilnější než ostatní acylové skupiny.
- Tetrahydropyranyl – Odstraňován kyselinou.
- Tetrahydrofuranyl – Odstraňován kyselinou.
- Trityl (trifenylmethyl, Tr) – Odstraňován kyselinou a hydrogenolýzou.

### Chránicí skupiny pro aminy
Chránění aminů
- Karbobenzyloxy (Cbz, benzyloxykarbonyl) – Odstraňován hydrogenolýzou.
- p-Methoxybenzylkarbonyl (Moz nebo MeOZ) – Odstraňován hydrogenolýzou, méně stabilní než Cbz
- Tercbutyloxykarbonyl (BOC) – Běžný v syntéze peptidů v pevné fázi, odstraňován koncentrovanou silnou kyselinou (např. HCl nebo CF3COOH)
- Acetyl – využívá se při syntéze oligonukleotidů na chránění N4 v cytosinu a N6 v adeninu, odstraňuje se zásadou, nejčastěji plynným či ve vodě rozpuštěným amoniakem nebo methylaminem. Je příliš stabilní na to, aby byl snadno odstranitelný z alifatických amidů.
- Benzoyl – stejně jako u Ac
- Karbamátová skupina – Odstraňována kyselinou a mírným zahřátím
- Tosyl (Ts) – Odstraňován koncentrovanou silnou kyselinou (např. HBr nebo H2SO4) a silným redukčním činidlem (sodík v kapalném amoniaku nebo naftalenid sodný)

### Chránicí skupiny pro karbonyly
Chránění karbonylových skupin
- Acetaly a ketaly – Odstraňovány kyselinou. Obvykle je odštěpení u acyklických acetalů snazší než u cyklických.
- Acylaly – Odstraňovány Lewisovými kyselinami
- Dithiany – Odstraňovány solemi kovů nebo oxidačními činidly

### Chránicí skupiny pro karboxylové kyseliny
Chránění karboxylových kyselin
- Methylestery – Odstraňovány kyselinou nebo zásadou.
- Benzylestery – Odstraňovány hydrogenolýzou.
- Terc-butylestery – Odstraňovány kyselinami, zásadami a některými redukčními činidly.
- Oxazolin – Odstraňován horkou silnou kyselinou (pH < 1, T > 100 °C) nebo zásadou (pH > 12, T > 100 °C) ovšem nikoliv hydridem lithno-hlinitým, organolithnými sloučeninami nebo Grignardovými činidly

### Chránicí skupiny pro fosfátové skupiny
- 2-kyanoethyl – Odstraňován slabou zásadou. Často používán v syntéze oligonukleotidů.
- Methyl – Odstraňován silnými nukleofily, například thiofenolem

## Průmyslové použití
V průmyslové výrobě většinou nejsou chránicí skupiny používány, ovšem stále zde nacházejí využití, např.:
- Výroba oseltamiviru u Roche
- Výroba sladidla sukralózy